# Verwaltungsgericht Stuttgart

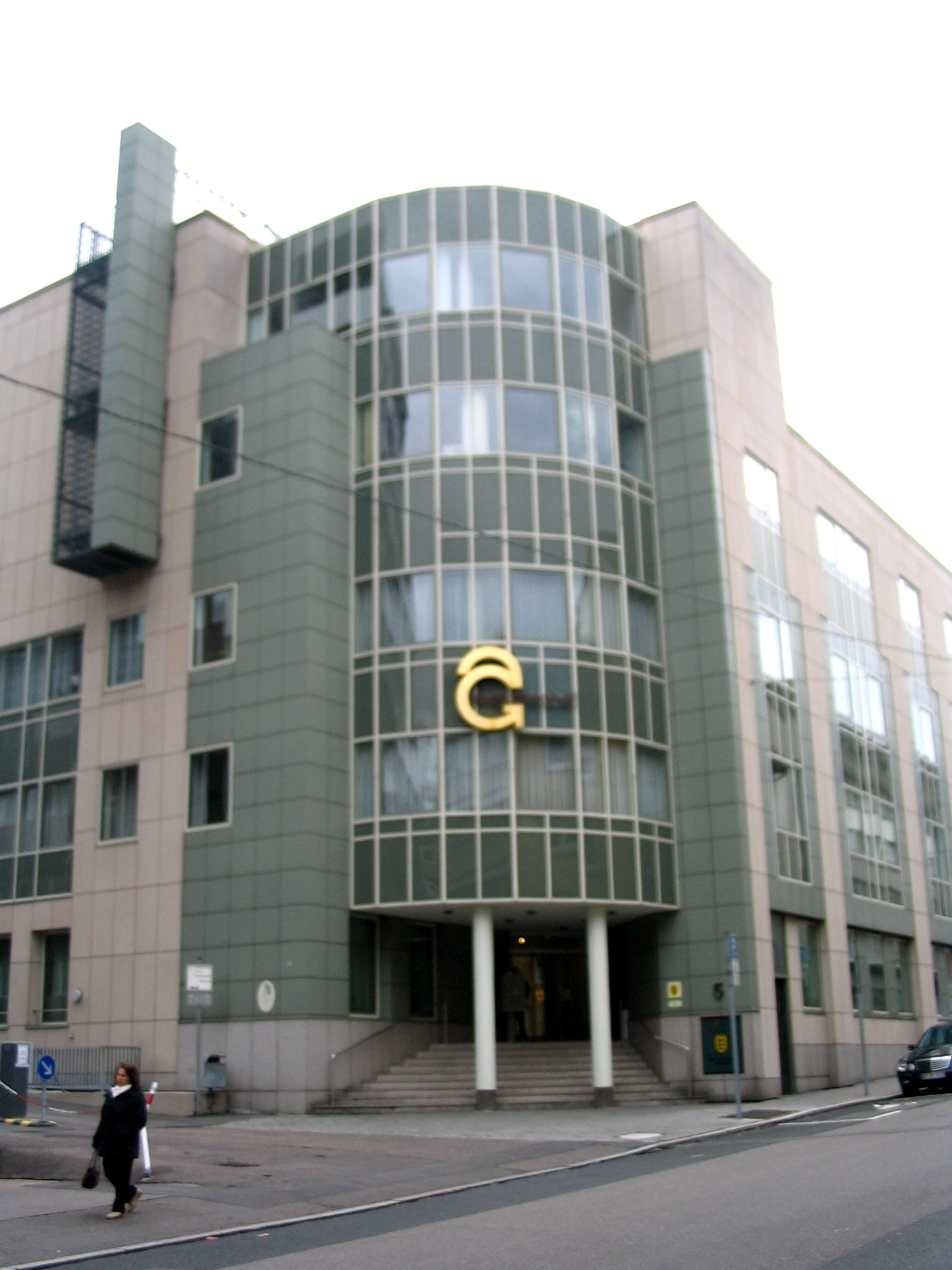
Das Gebäude des Verwaltungsgerichts Stuttgart in der Augustenstraße 5

Das Verwaltungsgericht Stuttgart ist eines von vier Verwaltungsgerichten des Landes Baden-Württemberg.

## Gerichtssitz und -bezirk
Das Verwaltungsgericht Stuttgart hat seinen Sitz in Stuttgart. Der Gerichtsbezirk umfasst den Regierungsbezirk Stuttgart.

## Gerichtsgebäude
Das Gerichtsgebäude befand sich bis 11. Juni 2018 und befindet sich seit dem 25. Januar 2022 wieder in der Augustenstraße 5 in Stuttgart-West. Das Gebäude ist Teil eines Bürogebäudekomplexes aus den 1980er Jahren, der sich von Augustenstraße 5 bis 15 erstreckt und als Ganzes den Namen Augustenhof trägt.
Auf dem Gelände befand sich im 18. Jahrhundert der sogenannte Hofküchengarten mit dem damaligen Wohnhaus der Familie des Dichters und Dramatikers Friedrich Schiller. Eine Gedenktafel am Gerichtsgebäude erinnert daran, dass sich Schiller hier im Mai 1794 mit dem Philosophen Johann Gottlieb Fichte getroffen hat.
In der Zeit vom 11. Juni 2018 bis 24. Januar 2022 war das Verwaltungsgericht Stuttgart in der Schellingstraße 15, 70174 Stuttgart ansässig.

## Übergeordnete Gerichte
Das Verwaltungsgericht Stuttgart ist dem Verwaltungsgerichtshof Baden-Württemberg in Mannheim untergeordnet. Diesem wiederum ist das Bundesverwaltungsgericht übergeordnet.